# Parque spa de Wiesbaden
El Kurpark Wiesbaden ('Parque de spa' en alemán) es un parque ubicado en la ciudad de Wiesbaden, Alemania. Situado en el centro de la capital hessiana sus 7,5 hectárea de zona verde.
Es un parque público y de acceso totalmente libre, y es una de las atracciones turísticas más importantes de la ciudad.